# البيض غير الهسبانيين
البيض غير الهسبانيين ويشار إليهم أيضًا باسم الأمريكيين البيض الأنجلو أمريكيين أو البيض غير اللاتينيين، هم أمريكيون بيض صنفهم تعداد الولايات المتحدة على أنهم «بيض» وليسوا من أصل إسباني أو لاتيني.  وفقًا للتقديرات السنوية من مكتب تعداد الولايات المتحدة اعتبارًا من 1 يوليو 2023، شكّل البيض غير الهسبانيين ما يقرب من 58.4٪ من سكان الولايات المتحدة.
على الرغم من أن البيض غير الهسبانيين لا يزالون يُشكلون أكبر مجموعة عرقية وإثنية في الولايات المتحدة ويشكلون أغلبية السكان، إلا أن نسبتهم انخفضت بشكل ملحوظ خلال العقود الثمانية الماضية. ففي عام 1940، شكلوا ما يقارب 89.8% من إجمالي السكان، مما يُظهر مدى التحول الديموغرافي الذي حدث منذ منتصف القرن العشرين. ويُعزى هذا الانخفاض إلى عوامل مثل انخفاض معدلات المواليد بين الأمريكيين البيض، وزيادة الهجرة من المناطق غير الأوروبية، والتغيرات الاجتماعية والثقافية الأوسع، بما في ذلك ارتفاع معدلات الزواج بين الأعراق المختلفة، وتطور أنماط تحديد الهوية العرقية.
يُعرّف مكتب الإحصاء الأمريكي البيض بأنهم يشمَلون الأمريكيين الأوروبيين والأمريكيين من أصل شرق أوسطي والأمريكيين من أصل شمال أفريقي. يَنقسم الأمريكيون من أصل أوروبي إلى مجموعات عرقية مختلفة. أكثر من نصف السكان البيض هم الأمريكيين الألمان والأيرلنديين والإنجليز والإيطاليين والفرنسيين والبولنديين. كما أن العديد من الأمريكيين هم نِتاج مجموعات أوروبية أُخرى هاجرت إلى أجزاء من الولايات المتحدة في القرنين التاسع عشر والعشرين، حيث هاجر الجزء الأكبر من المهاجرين من بلدان مختلفة في شمال ووسط وشرق وجنوب شرق أوروبا، بالإضافة إلى منطقة القوقاز، إلى الولايات المتحدة.
كان السكان البيض غير الهسبانيين منحدرين بشكل كبير من البريطانيين وكذلك من الفرنسيين الذين استطانوا الأمريكتين، بالإضافة إلى استيطان أوروبيين آخرين مثل الألمان (انظر الهنود البنسلفانيين)، والسويسريين، والبلجيكيين، والهولنديين، والنمساويين، والسويديين الذين بدأوا في القرن السابع عشر (انظر تاريخ الولايات المتحدة). ساهم الوجود الإسباني المبكر في البلاد بدرجة معينة من هذا الأصل في السكان البيض في أجزاء من الجنوب والجنوب الغربي، حيث أن العديد من الأمريكيين من أصول إسلينية أو باسكية أو غيرها من أصول إسبانية استعمارية لا يُعرّفون أنفسهم بالضَرورة على أنهم «هسبانيون أو لاتينيون» في التعداد السكاني، أو يمكن استبدالهم بفئة «البيض الغير الهسبانيين»، لأنهُم يفتقرون إلى روابط بأمريكا اللاتينية، أو روابط حديثة بإسبانيا.
يعزى النمو السكاني منذ أوائل القرن التاسع عشر وحتى نهاية القرن العشرين إلى استمرار ارتفاع معدلات المواليد إلى جانب انخفاض معدلات الوفيات نسبيًا بين المستوطنين والسكان الأصليين على حد سواء. تباطأ النمو السكاني في القرن الحادي والعشرين. كما كانت هناك هجرة جماعية دورية من دول أوروبا وغرب آسيا، خاصة ألمانيا وأيرلندا وإيطاليا واليونان وهولندا وفرنسا، بالإضافة إلى بولندا وروسيا وليتوانيا والنرويج والسويد وفنلندا وجمهورية التشيك والدول التي كانت جزءًا من الإمبراطورية العثمانية السابقة (تركيا، لبنان، سوريا) والبرتغال وصربيا وكرواتيا والمجر وأوكرانيا وأرمينيا وإيران. كما تجدر الإشارة إلى الهجرة الكبيرة لليهود من أصل أوروبي وشمال أفريقي وشرق أوسطي إلى الولايات المتحدة.
يُستخدم هذا التصنيف عادةً للإشارة إلى الأمريكيين الناطقين باللغة الإنجليزية، على عكس الناطقين باللغة الإسبانية. في بعض أجزاء البلاد، يُستخدم مصطلح أنجلو-أمريكي للإشارة إلى الناطقين باللغة الإنجليزية من غير ذوي الأصول الإسبانية، على عكس الناطقين باللغة الإسبانية (والبرتغالية أو الإيطالية)، على الرغم من أن المصطلح يُستخدم بشكل أكثر شيوعًا للإشارة إلى الأشخاص الذين يُعتقد أنهم من أصل بريطاني أو إنجليزي.

## التاريخ

الهِجرة إلى الولايات المتحدة عبر الزمن حسب المنطقة. منذ إقرار قانون هارت-سيلر، تضاءلت الهجرة الأوروبية بشكل ملحوظ مقارنةً بالهجرة غير الأوروبية، وخاصةً من أمريكا اللاتينية وآسيا.

كان أول الأوروبيين الذين قدِموا إلى الولايات المتحدة الأمريكية أو كندا الحالية هم المستكشفون النورسيون حوالي عام 1000؛ ومع ذلك تم استيعابهم في النهاية أو قتلهم، ولم يَتركوا وراءهم أي مستوطنات دائمة في ذلك الوقت. في القرن السادس عشر، أسست إسبانيا العديد من المستوطنات في الولايات المتحدة المتجاورة، مثل سان أوغستين. وفي وقت لاحق، جاء الحُجاج والمستعمرون في القرن السابع عشر على طول الساحل الشرقي، ومعظمهم من إنجلترا، بحثًا عن الفرص الاقتصادية والحرية الدينية. وبمرور الوقت، استقر المهاجرون من أوروبا في المناطق الساحلية وطَوروا اقتصادًا تجاريًا. وقد جاء ما بين نصف وثلثي المهاجرين البيض إلى المستعمرات الأمريكية بين ثلاثينيات القرن السابع عشر والثورة الأمريكية كخدم متعاقدين. بلغ العدد الإجمالي للمهاجرين الأوروبيين إلى جميع المستعمرات ال13 قبل عام 1775 حوالي 500،000؛ وكان من بين هؤلاء 55،000 سجناء غير طوعيين. من بين حوالي 450 ألف من الوافدين الأوروبيين الذين جاءوا طواعية، كان ما يقدر بنحو 48% منهم متعاقدين.

### ما بعد الثورة الأمريكية
بحلول وقت الثورة الأمريكية كان هناك حوالي 2.5 مليون أبيض في المستعمرات. كان السكان البيض في ذلك الوقت من أصول إنجليزية وأيرلندية واسكتلندية أيرلندية وألمانية وهولندية وفرنسية هوغونوتية إلى حد كبير. بين الثورة وعشرينيات القرن التاسع عشر كانت الهجرة إلى الولايات المتحدة قليلة نسبيًا. بدأت الهجرة واسعة النطاق إلى الولايات المتحدة بعد عشرينيات القرن التاسع عشر واستمرت حتى عشرينيات القرن العشرين. كان العديد من الوافدين الجدد من الكاثوليك من أصول أيرلندية، وإيطالية، وبولندية  مما أدى إلى رد فعل عنيف من السكان الأصليين. شعر بعض الأمريكيين بالقلق إزاء تزايد عدد السكان الكاثوليك وأرادوا الحفاظ على الولايات المتحدة كأمة بروتستانتية أنجلو ساكسونية.  على مدار القرن التاسع عشر، أدت الهجرة الجماعية الأوروبية إلى الولايات المتحدة ومعدلات المواليد المرتفعة إلى زيادة عدد السكان البيض. 
بعد الثورة الأمريكية، استوطن الأمريكيون البيض البلاد بأكملها غرب جبال الأبلاش، مما أدى في النهاية إلى تهجير السكان الأصليين وسكان البلاد بأكملها بحلول أواخر القرن التاسع عشر. انخفضت الهجرة إلى الولايات المتحدة بشكل ملحوظ بين منتصف عشرينيات القرن العشرين وستينياته بسبب مزيج من قوانين الهجرة، والكساد الكبير، والحرب العالمية الثانية. كما حدثت موجات من الهجرة اليهودية والسورية واللبنانية في تلك الفترة تقريبًا.  

### العصر المعاصر
منذ عام 1965، كانت هجرة البيض إلى الولايات المتحدة ضئيلة نسبيًا مقارنةً بالمجموعات العرقية والإثنية الأخرى. وخلال التسعينيات، شهدت الهجرة زيادة معتدلة من الدول الشيوعية السابقة في الكتلة الشرقية والاتحاد السوفيتي. وفي الوقت نفسه، انخفضت معدلات المواليد بين البيض إلى ما دون مستوى الإحلال.  وفي عام 1980، شكل البيض غير اللاتينيين حوالي 80% من سكان الولايات المتحدة، لكن هذا العدد انخفض بشكل حاد في السنوات الأخيرة. ومن المتوقع أن يصبح البيض أقلية بحلول عام 2045.

## انخفاض نسبة البيض في أمريكا منذ عام 1975
شهدت الولايات المتحدة الأمريكية تحولاً ديموغرافياً ملحوظاً على مدى العقود الخمسة الماضية، كان أبرز سماته هو الانخفاض التدريجي في نسبة السكان البيض. فبينما كانت الغالبية العظمى من سكان البلاد من البيض في عام 1975، تشير الإحصائيات اليوم إلى تغير جذري في هذه التركيبة، مما يعكس ديناميكيات معقدة من الهجرة، ومعدلات المواليد، والتعريف الذاتي للأصل العرقي.
في عام 1975، كانت نسبة السكان البيض في الولايات المتحدة تقارب ال83%. كانوا يشكلون الأغلبية الساحقة في كل الولايات تقريباً، وكانوا يمثلون القوة الديموغرافية والسياسية المهيمنة. ومع مرور السنين، بدأت هذه النسبة في التراجع بشكل مُطرد.
وفقاً لبيانات مكتب الإحصاء الأمريكي، انخفضت نسبة السكان البيض غير اللاتينيين إلى حوالي 57.8% بحلول عام 2020. ومن المتوقع أن تستمر هذه النسبة في الانخفاض، حيث تشير التقديرات إلى أن البيض سيصبحون أقلية سكانية بحلول منتصف القرن الحادي والعشرين تقريباً.
يعزى هذا الانخفاض إلى عدة عوامل رئيسية. أولاً، انخفاض معدلات المواليد بين السكان البيض مقارنة بالمجموعات العرقية والإثنية الأخرى. ثانياً، تزايد الهجرة من أمريكا اللاتينية وآسيا وأفريقيا، مما أدى إلى زيادة التنوع السكاني في البلاد. ثالثاً، تزايد حالات الزواج المختلط بين الأعراق المختلفة، مما يؤثر على التعريف الذاتي للأجيال الجديدة.

## الثقافة
طَور الأمريكيون البيض موسيقاهم وفنّهم ومطبخهم وأزيائهم واقتصادهم السياسي بشكل كبير استنادًا إلى مزيج من الثقافة الأوروبية التقليدية. اليوم، غالبية الأمريكيين البيض هم من البروتستانت، على الرغم من وجود مجموعات كبيرة من الكاثوليك واليهود بين السكان. غالبًا ما قام العديد من الأوروبيين بتغيير أسمائهم إلى أسماء إنجليزية، وبمرور الوقت تبنى معظم الأوروبيين اللغة الإنجليزية كلغة أساسية وتزاوجوا مع مجموعات بيضاء أخرى.

### المطبخ
وجِد أن الأمريكيين البيض يأكلون المزيد من الخضروات ويميلون إلى استهلاك الكحول أكثر من المجموعات العرقية الأخرى.

### الرياضة

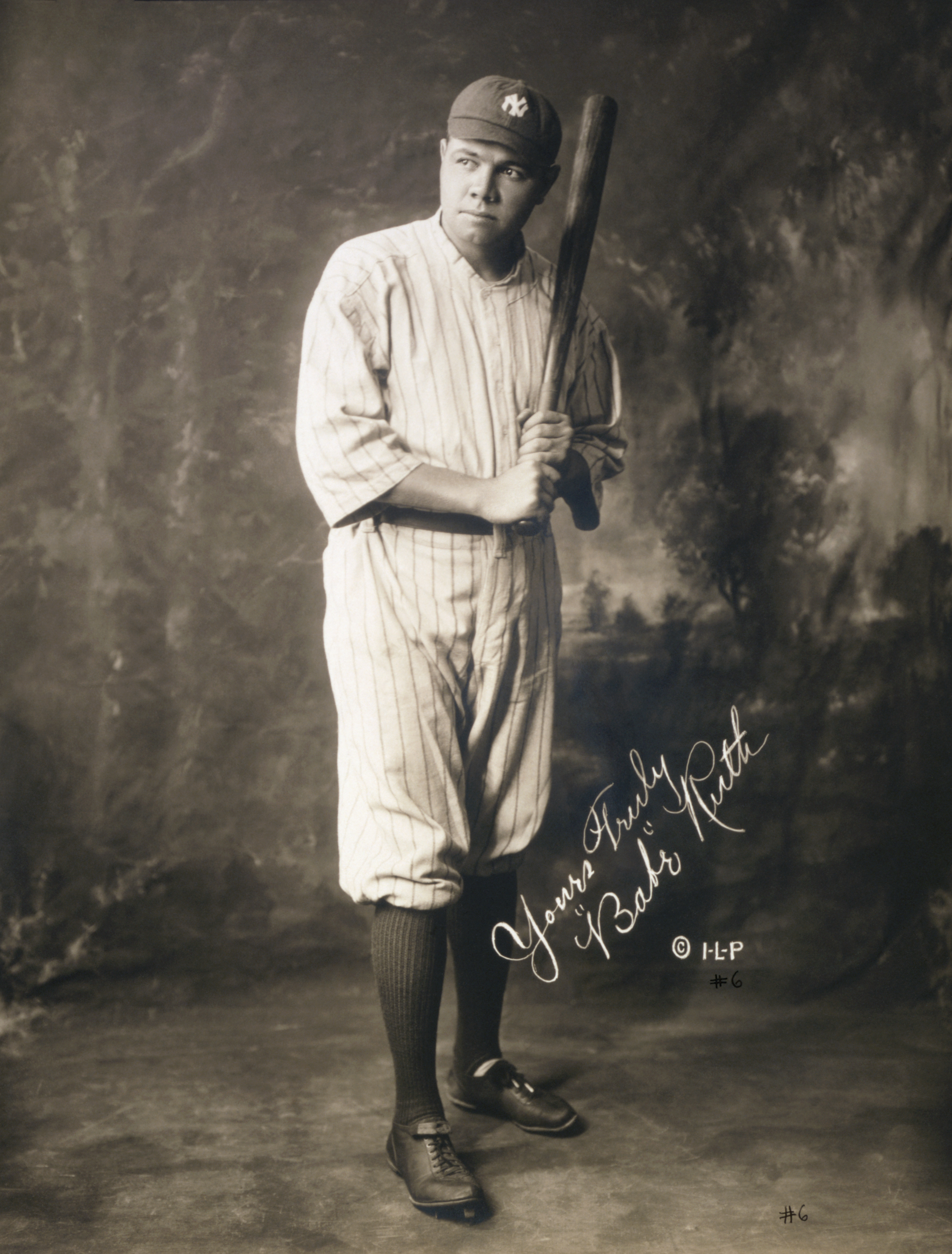
بيب روث، لاعب بيسبول أبيض مشهور في أوائل القرن العشرين

كان البيسبول دعامة أساسية للثقافة الأمريكية البيضاء منذ الحرب الأهلية في ستينيات القرن التاسع عشر، مما ساهم في ديناميكيات الانصهار على الصعيد الوطني. احتوت هذه الرياضة على عناصر من التمييز العنصري حتى أواخر القرن العشرين، مع التركيز على المصالحة بين الشمال والجنوب في أعقاب الحرب الأهلية، مما أدى إلى استخدام هذه الرياضة بشكل أساسي لتوحيد البيض. كما استُخدمت القواعد غير المكتوبة للبيسبول في بعض الأحيان لتأكيد معيار أمريكي للضبط النفس الذي يُزعم أن غير البيض غالبًا ما فشلوا في الالتزام به.

## الديموغرافيا

الهرم السكاني للبيض غير اللاتينيين في عام 2020

### السكان

توزيع السكان الأمريكيين البيض غير اللاتينيين عبر الزمن
1930 (غير مكسيكيين من البيض)
1980
1990
2000
2010
2020

البيض غير اللاتينيين هم أكبر مجموعة عرقية ومجموعة إثنية في أمريكا، حيث يشكلون الأغلبية من سكان أمريكا بنسبة 58.4%. على الرغم من أن النسبة المئوية قد انخفضت في العقود القليلة الماضية، من 89.5٪ في عام 1950 إلى 59.3٪ في عام 2022.وفقًا لبيانات الأجيال من تعداد 2020، فإن التنوع العرقي لكل فئة عمرية آخذ في الازدياد. يشكل البيض غير اللاتينيين 77٪ من السكان الذين تزيد أعمارهم عن 75 عامًا، و67٪ من السكان الذين تتراوح أعمارهم بين 55 و64 عامًا، و55٪ من السكان الذين تتراوح أعمارهم بين 35 و44 عامًا، و50٪ فقط من السكان الذين تتراوح أعمارهم بين 18 و 24 عامًا. في الواقع، لا يزال عدد البيض غير اللاتينيين في ازدياد. بين عامي 2000 و 2010، ازداد عدد السكان البيض غير اللاتينيين من 194,552,774 إلى 196,817,552. وهذا يمثل نمواً بنسبة 1.2% على مدى عشر سنوات، بسبب زخم السكان.استمر عدد السكان في النمو من 196,817,552 نسمة في عام 2010 إلى 197,639,521 نسمة في عام 2022.

الهرم السكاني للبيض غير اللاتينيين من عام 1990 إلى عام 2020

| السنة | إجمالي عدد السكان | النسبة المئوية من السكان الأمريكيين | الزيادة الفعلية |
| ----- | ----------------- | ----------------------------------- | --------------- |
| 1980  | 180,256,103       | 79.6%                               |                 |
| 1990  | ▲188,128,296      | ▼75.6%                              | ▲4.36%          |
| 2000  | ▲194,552,774      | ▼69.1%                              | ▲3.41%          |
| 2010  | ▲196,817,552      | ▼63.7%                              | ▲1.16%          |
| 2020  | ▼191,697,647      | ▼57.8%                              | ▼2.60%          |
| 2022  | ▲192,153,070      | ▼57.7%                              | ▲0.23%          |

#### المواليد
في عام 2011، ولأول مرة في تاريخ أمريكا، شكل البيض غير اللاتينيين أقل من نصف المواليد في البلاد، حيث بلغت نسبتهم 49.6% من إجمالي المواليد. ارتفع هذا الرقم إلى 51.5٪ في عام 2021، واستعاد الأغلبية في هذه العملية. ويرجع ذلك على الأرجح إلى انخفاض معدل المواليد بين الأشخاص ذوي البشرة المختلطه. على سبيل المثال، بين عامي 1990 و 2010، انخفض معدل المواليد بنسبة 29٪ بين السود، و 25٪ بين الآسيويين، و 21٪ بين ذوي الأصول الإسبانية، ولكن بنسبة 5٪ فقط بين البيض. إذا استمر هذا الاتجاه، فسوف يتجاوز معدل المواليد من العرق الأبيض معدل المواليد من العرق الأسود في غضون بضع سنوات.
وُلد ما مجموعه 1,887,656 طفلاً في عام 2021، بزيادة قدرها 2.39% عن عام 2020. بالإضافة إلى ذلك، وجد الباحثون أن معدل الخصوبة لدى البيض ارتفع من 1.551 في عام 2020 إلى 1.598 في عام 2021، وهو أول ارتفاع كبير منذ عام 2014. على الرغم من أن السبب الدقيق وراء ارتفاع عدد المواليد في عام 2021 غير معروف، فقد أظهرت دراسة أن الزيادة في عدد المواليد حدثت بين النساء الحاصلات على تعليم جامعي والأمريكيات المولودات في الولايات المتحدة. على الرغم من هذه الزيادة، فإنها لا تزال أقل من معدل البديل البالغ 2.100.
وفقًا لتحليل نشره في عام 2023 ويليام هـ. فري، زميل أقدم في معهد بروكينغز، فإن 47 في المائة فقط من الأطفال الأمريكيين هم من البيض غير اللاتينيين.
| السنة | عدد المواليد | معدل الخصوبة العام | معدل المواليد | معدل الخصوبة الإجمالي | نسبة المواليد في الولايات المتحدة |
| ----- | ------------ | ------------------ | ------------- | --------------------- | --------------------------------- |
| 2016  | 2,056,332    | 58.8               | 10.5          | 1.72                  | 52.1%                             |
| 2017  | ▼ 1,992,461  | ▼ 57.2             | ▼ 10.2        | ▼ 1.67                | ▼ 51.7%                           |
| 2018  | ▼ 1,956,413  | ▼ 56.3             | ▼ 10.0        | ▼ 1.64                | ▼ 51.6%                           |
| 2019  | ▼ 1,915,912  | ▼ 55.3             | ▼ 9.8         | ▼ 1.61                | ▼ 51.1%                           |
| 2020  | ▼ 1,843,432  | ▼ 53.0             | ▼ 9.4         | ▼ 1.55                | ▼ 51.0%                           |
| 2021  | ▲ 1,887,656  | ▲ 54.4             | ▲ 9.7         | ▲ 1.60                | ▲ 51.5%                           |
| 2022  | ▼ 1,840,739  | ▼ 53.1             | ▼ 9.5         | ▼ 1.57                | ▼ 50.2%                           |
| 2023  | ▼ 1,787,051  | ▼ 51.7             | ▼ 9.2         | ▼ 1.51                | ▼ 49.7%                           |
| 2024  | ▼ 1,780,377  | 51.7               |               |                       | ▼ 49.1%                           |

#### السكان
في عام 2014، كانت الغالبية الدينية بين البيض هي المسيحيون بنسبة 70٪، وبشكل أكثر تحديدًا، البروتستانت بنسبة 48٪. ومع ذلك، هناك أيضًا مجموعات كبيرة من الكاثوليك واليهود. علاوة على ذلك، يذهب 34٪ من الأمريكيين البيض إلى الخدمات الدينية أسبوعيًا، ويذهب 32٪ آخرون إلى الخدمات الدينية مرة أو مرتين في الشهر. على الرغم من أن المسيحيين البيض كانوا يشكلون تاريخياً الأغلبية من السكان الأمريكيين، إلا أن عددهم قد استقر الآن عند حوالي 44٪ من سكان البلاد.